# Villa Cañás
Villa Cañás is een plaats in het Argentijnse bestuurlijke gebied General López in de provincie Santa Fe. De plaats telt 9.328 inwoners.